# Risanamento de Florencia
El llamado Risanamento de Florencia (en italiano Risanamento di Firenze, que significa algo como "Saneamiento de Florencia") fue un período de la historia del urbanismo de esta ciudad italiana que se desarrolló entre 1865 y 1895, en el que una gran parte del centro histórico sufrió drásticas modificaciones, dictadas por las nuevas exigencias económicas y sociales.
Esta época fue consecuencia, y en parte coincidió, con la época de Firenze Capitale, cuando la ciudad era capital del Reino de Italia, entre 1865 y 1871 (en el papel del 15 de septiembre de 1864 al 20 de septiembre de 1870).

## Florencia capital
El tejido urbano de Florencia había llegado prácticamente intacto en el momento de la entrada de Toscana en el Reino de Cerdeña (posterior Reino de Italia) tras el plebiscito del 1860: rodeada por las murallas, con puntos centrales en la cúpula de Brunelleschi y otros edificios monumentales. Un equilibrio secular entre partes construidas y partes ocupadas por espacios abiertos, huertos y jardines (sobre todo en las zonas cercanas de las murallas).
En poco tiempo la ciudad sufrió un cambio repentino de papel y función, desde que en 1864 se designó capital de Italia, en sustitución de Turín. Esta decisión, que sin duda despertó satisfacción en toda la población, sin embargo puso de manifiesto toda una serie de deficiencias funcionales del antiguo tejido urbano, en el que todavía casi no había distinción entre las zonas destinadas a funciones públicas o privadas, que ni siquiera las reformas de los Lorena habían sido capaces de modificar significativamente.

Florencia antes del plano Poggi 1857-1861.

Con urgencia el municipio confió la realización de un Piano di ampliamento ("Plan de ampliación") al arquitecto Giuseppe Poggi, que fue promulgado el 18 de febrero de 1865.

## El Plan Poggi (Piano Poggi)

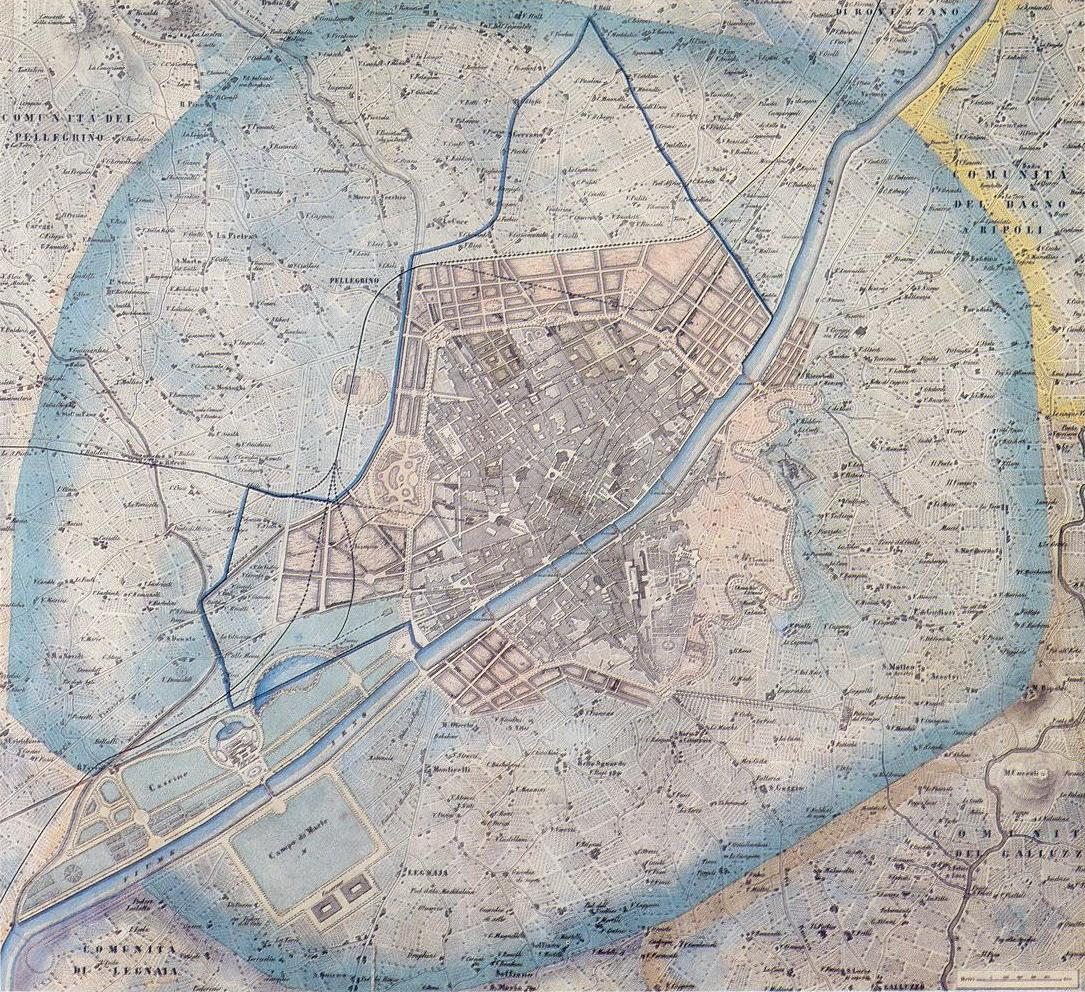
Primera versión del plano Poggi (1865).

El proyecto de Giuseppe Poggi debía responder a una serie de cuestiones apremiantes:
- proporcionar nuevos alojamientos y servicios para el aumento de la población debido a la llegada de empleados para las oficinas de la capital.
- conjugar los intereses públicos y privados limitando la especulación.
- defender a la ciudad de las crecidas del Arno (recordando la reciente inundación del 3-4 de noviembre de 1864 y la desastrosa de 1844).
- dar a la ciudad un aspecto conmemorativo, moderno y burgués, en línea con las evoluciones de otras ciudades europeas en la misma época.

Los elementos fundamentales del plano fueron:
- traslado de la barrera aduanera y demolición de las murallas (al menos la parte en el lado norte del Arno) para construir nuevos bulevares.
- realización del Viale dei Colli en el lado sur del Arno.
- creación del Campo de Marte para actividades militares (previsto inicialmente en la orilla sur).
- una nueva estación de trenes.
- un nuevo matadero y un gasómetro.
- nuevas obras de defensa hidráulica.

Las obras empezaron en mayo de 1865 y se terminaron cinco años después. Para realizar el proyecto de Poggi se procedió masivamente a la expropiación. Los fondos necesarios para este proyecto los aportó un plan de préstamo público de treinta millones de liras amortizables en cincuenta años.

### LosViali di Circonvallazione
En el lugar de las murallas, Poggi construyó los llamados Viali di Circonvallazione ("Avenidas de Circunvalación"), una serie de avenidas arboladas de grandes dimensiones que rodeaban el centro de la ciudad por la orilla norte, inspirados en los bulevares de París.
El objetivo de los viali no era solo estético, ni estaba dictado todavía por las exigencias del tráfico rodado. Su principal función era la de sanear el tejido urbano del centro con nuevos barrios semicéntricos, en clave de la celebración de la capital y de decoro burgués.
En correspondencia a las antiguas puertas de las murallas, casi todas conservadas, se crearon grandes plazas de las que partían calles anchas y rectilíneas, donde se construyeron numerosas residencias de la burguesía relacionada al gobierno estatal y a la corte real, que se había trasladado a la ciudad hacía poco tiempo.

### ElViale dei Colli

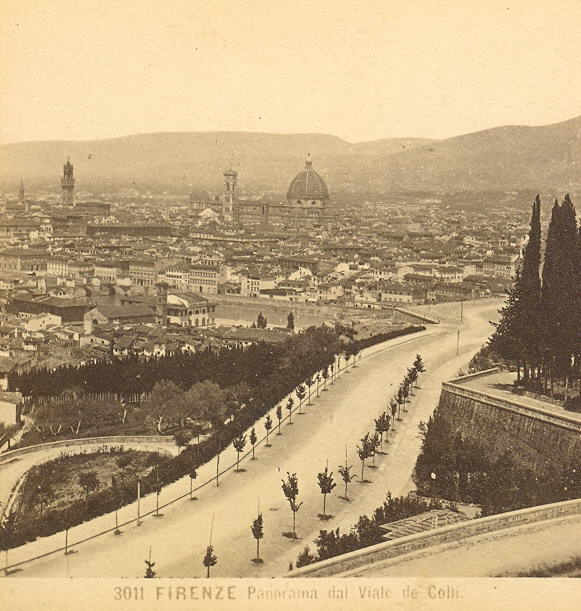
El Viale dei Colli y vistas de Florencia desde él en una foto del.

El Viale dei Colli ("Avenida de las Colinas") era una carretera panorámica en la orilla sur del Oltrarno, en el extremo opuesto de los Viali di Circonvallazione. Aunque menos amplia, contaba con amplias zonas verdes a los lados de la calzada para poder apreciar las vistas y estaba surtida por lujosos palacetes de la alta burguesía de la ciudad.
El recorrido estaba coronado por el Piazzale Michelangelo, terraza-mirador abierta hacia las vistas de la ciudad, destinada a convertirse en una de las imágenes más representativas de la ciudad en todo el mundo.

### Los nuevos barrios
El plano urbanístico preveía la realización de nuevos barrios enteros alrededor de los viali, diseñados con criterios modernos e higiénicos alejados del modo de habitar la ciudad. Estos barrios tenían distintas tipologías residenciales, desde las casas adosadas de modestas dimensiones a los grandes bloques de apartamentos de alquiler, todos diseñados a imitación, aunque a escala más reducida, de las residencias de la alta burguesía y la aristocracia.
Los nuevos barrios creados fueron los de Piagentina (fuera de la Porta alla Croce entre el Arno y el Affrico), Piazza Savonarola (entre Porta San Gallo y el Piazzale Donatello), San Jacopino (fuera de la Porta al Prato) y Pignone (fuera de la Porta San Frediano).

## Otras intervenciones
Más o menos al mismo tiempo que el Plan Poggi se pusieron en práctica también otros proyectos en el centro de la ciudad: se amplió el Ponte alla Carraia (1863), se abrió una calle rectilínea entre el Palazzo Pitti y la Piazza Santo Spirito (1869), se demolieron algunos edificios situados alrededor del Palazzo Vecchio y se ampliaron algunos callejones de acceso a la Piazza della Signoria.
Fue, también, la época de la ampliación y regularización de las calles: la creación de los lungarni (malecones), la regularización de la Via dei Calzaiuoli, Via de' Tornabuoni, Via Strozzi y la Piazza del Duomo, y la apertura de la Via degli Avelli (1867). En estas nuevas calles, pero también en las arterias más prestigiosas de la ciudad, como la Via Cavour, se construyeron con frecuencia nuevas fachadas de palacios más antiguos.
Para la alta burguesía, llegada a la ciudad con el traslado de la capital, se procedió a la expropiación de los huertos y jardines del barrio de la Mattonaia, en el que se construyeron palacios, villas y palacetes alrededor de la Piazza d'Azeglio.
En 1869, se programó intervenir en la zona del Mercato Vecchio y se elaboró un proyecto que preveía la realización de una gran plaza y de una galería cubierta a lo largo de la Via Pellicceria. El proyecto necesitaba encontrar un lugar para el traslado del mercado, que finalmente fue cerca de la Basílica de San Lorenzo. El nuevo Mercado Central (1870-1874) se construyó según el proyecto de Giuseppe Mengoni, el arquitecto de la Galería Víctor Manuel II de Milán. Sin embargo, el proyecto del Mercato Vecchio se paralizó temporalmente, debido al traslado de la capital.

## La crisis tras el traslado de la capital a Roma
Tras el traslado de la capital a Roma inmediatamente después de la toma de la ciudad en setiembre de 1870, Florencia vivió un período de estancamiento y crisis. Tanto la administración pública como los particulares ya no estaban interesados en continuar las obras porque se produjo una disminución de la población que hizo que las nuevas estructuras fueran excesivas.
Sin embargo, reafloraron muy pronto los problemas relacionados con las dificultades de acceso a la ciudad, las conexiones entre las zonas más densamente pobladas y la falta de un centro monumental y moderno.
En este contexto volvieron a tomar fuerza los proyectos para la remodelación de la zona del Mercato Vecchio y la construcción de la Piazza Vittorio Emanuele II.

## Elsventramentodel Mercato Vecchio y el gueto

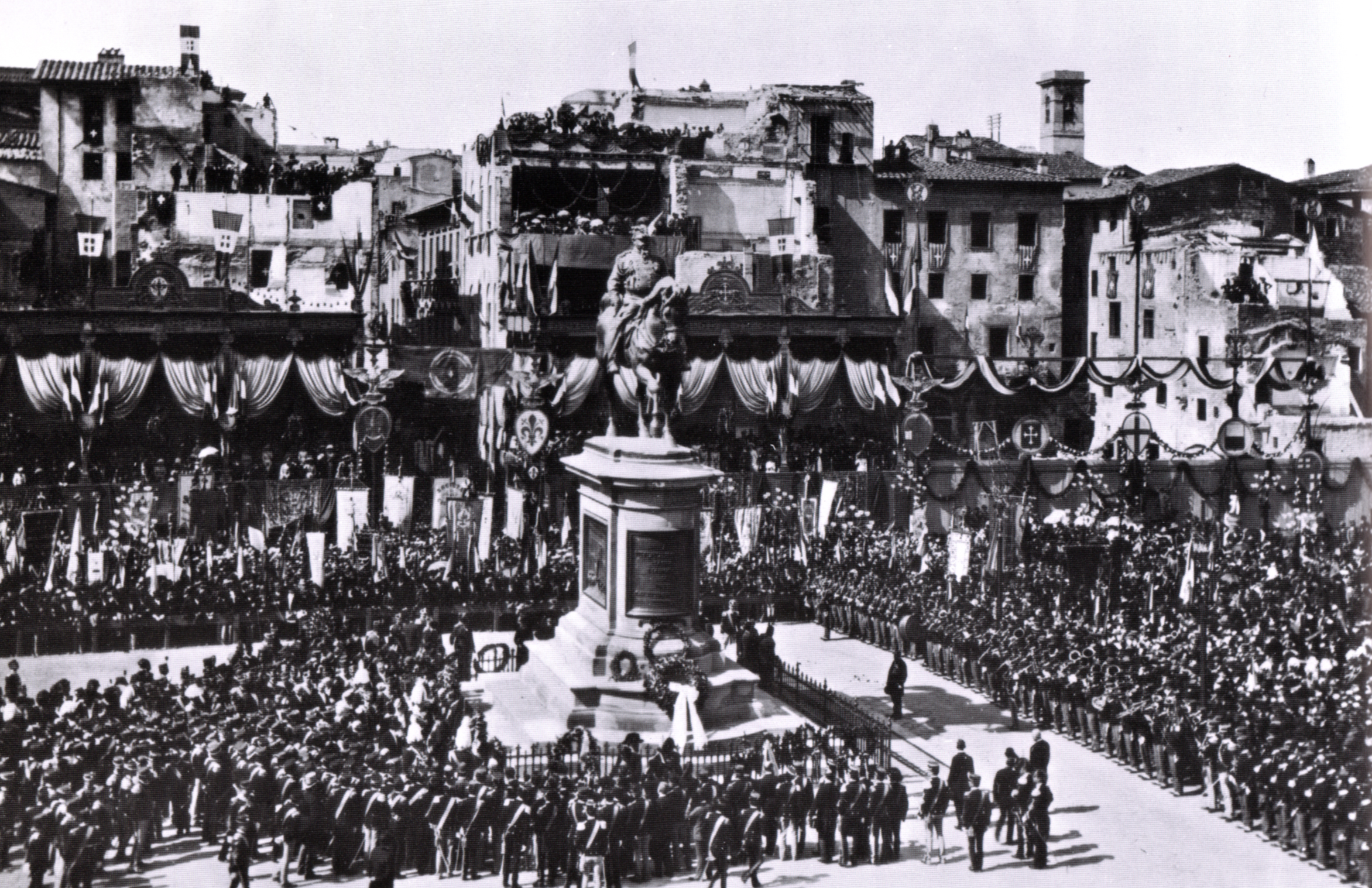
Inauguración del Monumento a Víctor Manuel II, antes de la finalización de las obras de la Piazza della Repubblica (entonces Piazza Vittorio Emanuele II), 20 de septiembre de 1890.

El Mercato Vecchio era el centro geográfico de la ciudad, donde antiguamente los romanos habían colocado el foro. Transformado en plaza en la época de Cosme I de Médici, con el tiempo se había cubierto por pequeños edificios populares, que habían cambiado su aspecto. En 1881 el periodista Jarro denunció en una serie de artículos reunidos en un libro el desolador estado de esta zona del centro, desatando una renovada indignación entre la población. Ese mismo año el ayuntamiento encargó a una comisión revelar el estado de los inmuebles y las condiciones de vida de los habitantes del Mercato Vecchio, que mostró la preocupante degradación y allanó el camino a la obra de sanamiento masivo. El proyecto definitivo se aprobó el 2 de abril de 1885: en junio toda la población de la zona había sido evacuada y todas las propiedades habían sido expropiadas.
Las obras procedieron con rapidez después de 1888. Primero se demolió la parte norte de la plaza, entre la Colonna dell'Abbondanza y el lado del actual Caffè Gilli: en este punto, una vez eliminados los miserables edificios del mercado, se redescubrió la plaza del siglo XVI, con la Loggia del Pesce de Vasari y quizá, por ejemplo según la opinión de Piero Bargellini, habría sido conveniente que las obras se hubieran interrumpido. Pero el centro ya estaba cargado de fuertes intereses especulativos, que reclamaban grandes edificios de nueva construcción para representar a la emergente clase burguesa, por lo que se amplió notablemente la zona de las demoliciones, llegando a cubrir la zona entre la Piazza Strozzi, Via de' Vecchietti, Via de' Pecori, Via dei Calzaiuoli, Piazza della Signoria y Via Porta Rossa. Fueron muchos los antiguos testimonios arquitectónicos del pasado que se sacrificaron sin demasiada conmoción: antiguas iglesias, casas-torre, lugares artísticos… También se derribó el antiguo gueto, con sus dos sinagogas.
En su lugar se construyeron grandes palacios, pórticos, el arco de triunfo y la gran Piazza Vittorio Emanuele II, actual Piazza della Repubblica. En 1890 se inauguró solemnemente el monumento a Víctor Manuel II en el centro de una plaza todavía en construcción (actualmente el monumento está en la Piazza Vittorio Veneto). Pocos años después se terminaron todos los edificios que rodean la plaza.

## Campo de Marte
Se decidió la creación de una zona dedicada a desfiles y ejercicios marciales denominada Campo de Marte. Inicialmente esta zona se iba a construir en la otra orilla del Arno, hacia el Parco delle Cascine (véase el Plan Poggi de 1865), pero en el siguiente proyecto (1877) Poggi trasladó esta zona a las cercanías del torrente Affrico, donde luego se construiría efectivamente.

## Últimas intervenciones
Una de las últimas intervenciones urbanísticas de la época de las demoliciones afectó al Palazzo Arcivescovile y la Piazza San Giovanni. El palacio estaba constituido por dos cuerpos unidos por un pasadizo elevado sobre la Via dell'Arcivescovado, prolongación de la actual Via Roma. Entre 1893 y 1895 se decidió ampliar la plaza para dar más luz y espacio al Baptisterio, para lo que se demolió la parte más avanzada del palacio, reconstruyendo la fachada del siglo XVI en su posición actual, algo retranqueada de su posición original.